# Абэ, Нацуми
Нацуми Абэ (яп. 安倍 なつみ Абэ Нацуми, род. 10 августа 1981) — японская певица, бывшая участница Morning Musume.
Всего через несколько дней после своего 22-го дня рождения, 13 августа 2003 года, выпустила свой первый сингл в качестве сольной исполнительницы. Он назывался «22 Sai no Watashi» («Двадцатидвухлетняя я»). Сингл попал на второе место японского чарта.
4 февраля 2004 года у неё вышел первый «полнометражный» (долгоиграющий) альбом; на нём было много сольных версий песен группы Morning Musume. С тех пор она продолжала регулярно выпускать сольные синглы и альбомы.
«Выпустилась» она из Hello! Project 31 марта 2009 года, вместе со всеми участницами «Клуба старейшин» (Elder Club). Новость о том, что «Элдер Клаб» выпустится из проекта, была размещена на официальном сайте Hello! Project 19 октября 2008 года.

## Личная жизнь
29 декабря 2015 года вышла замуж за Икусабуро Ямадзаки. 26 июля 2016 года родила сына. 31 октября 2018 года родила второго сына.

## Сольная дискография

### Синглы
| №  | Название | Дата выпуска     | Чарты |
| №  | Название | Дата выпуска     | JP    |
| -- | --- | ---------------- | ----- |
| —  | «Haha to Musume no Duet Song» (яп. 母と娘のデュエットソング) (с Кэйко Ёсуми как Окэй-сан то Абэ Нацуми)                               | 30 апреля 2003   | 18    |
| 1  | «22-sai no Watashi» (яп. 22歳の私) | 12 августа 2003  | 2     |
| —  | «Mirakururun Grand Purin! / Pi~hyara Kouta» (яп. ミラクルルン グランプリン！/ピ〜ヒャラ小唄) (с Mini Moni как Минихамз / Пуддинг-тян) | 19 ноября 2003   | 22    |
| 2  | «Datte Ikitekanakucha» (яп. だって 生きてかなくちゃ)                                                                                  | 1 июня 2004      | 7     |
| 3  | «Koi no Telephone Goal» (яп. 恋のテレフォン Goal)                                                                                     | 10 августа 2004  | 5     |
| 4  | «Yume Naraba» (яп. 夢ならば) | 19 апреля 2005   | 5     |
| 5  | «Koi no Hana» (яп. 恋の花) | 30 августа 2005  | 9     |
| —  | «Takaramono» (яп. たからもの) (как Сэн, яп. 千)                                                                                       | 30 ноября 2005   | 23    |
| 6  | «Sweet Holic» (яп. スイートホリック)                                                                                                  | 12 апреля 2006   | 8     |
| 7  | «The Stress» (яп. ザ・ストレス) | 28 июня 2006     | 14    |
| 8  | «Amasugita Kajitsu» (яп. 甘すぎた果実)                                                                                                | 4 октября 2006   | 5     |
| 9  | «Too Far Away ~Onna no Kokoro~» (яп. Too far away ～おんなの心～)                                                                     | 9 мая 2007       | 15    |
| 10 | «Iki o Kasanemashou» (яп. 息を重ねましょう)                                                                                           | 24 октября 2007  | 13    |
| —  | «16sai no Koi Nante» (яп. 16歳の恋なんて) (c Майми Ядзимой из °C-ute)                                                                 | 16 января 2008   | 9     |
| 11 | «Screen» (яп. スクリーン) | 3 декабря 2008   | 29    |
| 12 | «Ameagari no Niji no Yō ni» (яп. 雨上がりの虹のように)                                                                                | 15 сентября 2010 | 22    |

### Альбомы
| № | Название                                              | Подробнее                             | Чарты |
| № | Название                                              | Подробнее                             | JP    |
| - | ----------------------------------------------------- | ------------------------------------- | ----- |
| 1 | Hitoribotchi (яп. 一人ぼっち)                         | - Выпущен: 4 февраля 2004             | 2     |
| 2 | 2nd ~Shimiwataru Omoi~ (яп. ２ｎｄ～染みわたる想い～) | - Выпущен: 29 марта 2006              | 9     |
| — | 25 ~Vingt-Cinq~                                       | - Выпущен: 14 март 2007 - Мини-альбом | 21    |